# Mușîna Hreblea, Novi Sanjarî
Mușîna Hreblea (în ucraineană Мушина Гребля) este un sat în comuna Halușciîna Hreblea din raionul Novi Sanjarî, regiunea Poltava, Ucraina.

## Demografie
Componența lingvistică a localității Mușîna Hreblea
     Ucraineană (96,24%)
     Rusă (2,19%)
     Română (1,25%)
     Alte limbi (0,31%)
Conform recensământului din 2001, majoritatea populației localității Mușîna Hreblea era vorbitoare de ucraineană (96,24%), existând în minoritate și vorbitori de rusă (2,19%) și română (1,25%).